# Xiuhtlaltzin
Xiuhtlaltzin (fl. X secolo) è stata il settimo sovrano tolteca dal 979 al 983.
Succedette al marito Mitl come prima e unica regina regnante dell'impero tolteca.

## Biografia
Xiuhtlaltzin nacque nel X secolo nell'Impero Tolteco. Il nome in nahuatl significa "fiore della Piccola Terra". Divenne la moglie del re Mitl, il sesto tlatoani dell'impero. Nel 979, alla sua morte o alla fine del suo regno durato 52 anni, Xiuhtlaltzin fu eletta regina. La legge tolteca non consentiva donne governanti e il governo di Xiuhtlaltzin fu l'unica eccezione nella successione patrilineare tolteca.

## Il regno
Xiuhtlaltzin regnò per quattro anni, fino al 983. Anche se non c'è traccia di eventi specifici accaduti durante il suo regno, lo storico Hubert Howe Bancroft scrisse che la regina si distinse per "aver mostrato grande zelo e saggezza nella gestione degli affari pubblici" e che la sua morte fu accolta con profondo rammarico da tutti i suoi sudditi.
L'Anónimo Mexicano afferma che Xiuhtlaltzin fu il settimo sovrano, dopo Mitl e che regnò per quattro anni. Secondo lo storico Fray Juan de Torquemada (1562–1624), che probabilmente aveva letto l'Anónimo Mexicano, il regno di Xiuhtlaltzin fu seguito da quello di Tecpancaltzin (noto anche come Topiltzin). Altri resoconti riportano un interregno di 48 anni dopo la fine del suo regno. Secondo Bancroft, mentre i documenti spagnoli indicavano che a Xiuhtlaltzin seguì Tecpancaltzin, i documenti Nahua suggerivano che suo figlio, Matlaccoatl, avesse preso il potere dopo di lei.
Xiuhtlaltzin fu sepolta accanto a suo marito nel Tempio del Dio Rana a Tollan vicino all'odierna Tula.

## Letteratura
L'autrice messicana Sandra Sabanero si è ispirata alla storia di Xiuhtlaltzin nello scrivere il suo romanzo La Primera Reina Tolteca (La prima regina tolteca, 2011).

### Annotazioni
1. ↑  Altre varianti del nome sono Xiuhcaltzin, Xiuhquentzin, Xiuhtlatzin, Xiuhtzaltzin e Xiutlaltzin.[1]

### Riferimenti
1. 1 2 3 4  (EN) Hubert Howe Bancroft, The Native Races [of the Pacific States] ..., A.L. Bancroft & Company, 1886,  pp. 265-266.
2. ↑  (ES) Carlos María de Bustamante, Galeria de Antiguos Principes Mejicanos, Oficina del Gobierno Imperial, 1821.
3. ↑  (EN) H. Michael Tarver, Daily Life of Women: An Encyclopedia from Ancient Times to the Present [3 volumes], ABC-CLIO, 2020,  p. 505, ISBN 978-1-4408-4693-9.
4. ↑  (EN) Jongsoo Lee e Galen Brokaw, Texcoco: Prehispanic and Colonial Perspectives, University Press of Colorado, 2014,  p. 224, ISBN 978-1-4920-1329-7.
5. ↑   Anónimo Mexicano, Utah State University Press, 2005,  pp. 8, 64.
6. 1 2  (ES) Xiuhtlaltzin, la muyer que fue reina de los Toltecas y una de las primeras gobernantas de México.